# 凱尼鎮區 (阿肯色州蒙哥馬利縣)
凯尼鎮區（英語：Caney Township）是位於美國阿肯色州蒙哥馬利縣的一個行政鎮區。

## 地方資料
凯尼鎮區的面積為89.10平方千米，當中陸地面積為88.74平方千米，而水域面積為0.36平方千米。根據2010年美國人口普查的數據，當地共有人口1139人，而人口密度為每平方千米12.78人。